# 소제 (조위)
소제(邵悌)는 중국 삼국시대 조위(曹魏)의 서조연으로 자는 계언(季彦)이다. 생년과 몰년은 미상이다. 

## 활약
263년 진공 사마소가 종회에게 10만군을 내주며 촉 정벌을 맡기자 그는 종회같이 야심이 큰 장수한테 큰 군사를 주는 것은 위험하다고 충고하는데, 사마소는 이것을 알면서도 종회를 보냈다.